# Toshiya
Toshiya (Nagano - 31 de março de 1977) é um baixista japonês, mais conhecido por ser baixista da banda japonesa Dir en Grey.

## Carreira
Ele começou a tocar guitarra desde pequeno, mas pela dificuldade, preferiu o baixo.
Em 1997, formou a banda Dir en grey junto com Kaoru, Die, Kyo e Shinya após o fim da banda La:Sadie's.
Também criou a marca de roupas "DIRT 100% Natural Dirty".

## Vida pessoal
Nasceu em 31 de março de 1977, em Nagano. Já frequentou uma escola de artes quando mais novo.

## Discografia

### Com Dir en Grey[7]
Álbuns
- GAUZE (1999)
- MACABRE (2000)
- KISOU (2002)
- VULGAR (2003)
- Withering to death (2005)
- The Marrow of a Bone (2007)
- Uroboros (2008)
- Dum Spiro Spero (2011)
- Arche (2014)
- The Insulated World (2018)

EPs
- MISSA (1997)
- six Ugly (2002)
- The Unraveling (2013)